# Jerzy Włoch
Jerzy Włoch (ur. 21 stycznia 1960 w Kołobrzegu, zm. 12 czerwca 2018) – polski chemik, dr hab.

## Życiorys
Studiował chemię na Wydziale Matematyki, Fizyki i Chemii Uniwersytetu Mikołaja Kopernika 15 maja 1996 otrzymał doktorat dzięki pracy pt. Otrzymywanie i badanie właściwości fizykochemicznych porowatych materiałów zeolitowo-węglowych a 25 marca 2009 habilitację na podstawie rozprawy zatytułowanej Wyznaczanie współczynników dyfuzji par n-alkanów na izomorficznie podstawionych materiałach zeolitowych typu MFI metodą grawimetryczną
Pełnił funkcję adiunkta na Wydziale Chemii Uniwersytetu Mikołaja Kopernika w Toruniu.